# 寿带桥
寿带桥，又名油车桥，位于上海市金山区吕巷镇西市，始建于宋代，明代及中华人民共和国成立后曾进行修缮，为浦南最古老的石桥之一。现为金山区文物保护单位。
寿带桥为单孔石拱桥，黄砂石质，南北走向，跨吕巷市河。其全长22.75米，宽2.4米，净跨7.5米，高5米，拱高4.3米，拱直径8.5米。条石护栏板，栏柱上雕有瑞兽石狮4只，南北桥堍各有26级阶石。